# 84.ª División (Ejército franquista)
La 84.ª División fue una División del Ejército franquista que combatió en la Guerra Civil Española. Mandada por el coronel Alfredo Galera, la división llegó a tomar parte en las batallas de Teruel, Alfambra, Aragón, Levante, Ebro y Cataluña. 

## Historial

### Aragón y Levante
La unidad fue creada a finales de 1937, con fuerzas procedentes de Galicia que habían combatido en el norte. A finales de 1937 quedó encuadrada en el Cuerpo de Ejército de Galicia del general Aranda, con la misión de romper el cerco de Teruel. El mando de la unidad fue asumido por el veterano coronel Alfredo Galera, que ya había sido jefe de la infantería divisionaria en la 53.ª División. Durante estas operaciones la unidad sufrió fuertes pérdidas, sin lograr evitar la caída de la ciudad. Al comienzo de la batalla del Alfambra la unidad operó integrada en el Cuerpo de Ejército de Castilla, si bien en las operaciones finales regresó a su antigua formación. Las operaciones de Alfambra se saldaron con una rotunda victoria franquista, que terminaría con la reconquista «nacional» de Teruel.
En marzo de 1938 la división jugó un importante rol en la ofensiva de Aragón, avanzando por Montalbán y Utrillas.
Posteriormente tomó parte en la campaña del Levante, avanzando desde Morella junto 55.ª División del cuerpo de ejército de Aranda, si bien tropezó con una fuerte resistencia de las fuerzas republicanas. Esta resistencia ralentizó considerablemente el avance franquista hacia Valencia. El 13 de junio de 1938 la división se encontraba en las cercanías de Castellón de la Plana, donde tuvo que lidiar con los contraataques de las fuerzas republicanas que se retiraban. Sería otra unidad, la 83.ª División franquista, la que aseguró la ciudad al día siguiente. El 30 de junio la unidad reanudó su avance hacia el sur, ahora encuadrada en el Destacamento de enlace mandado por Rafael García Valiño. La ofensiva franquista, sin embargo, quedó frenada ante las posiciones defensivas de la línea XYZ.

### El Ebro y Cataluña
Tras el comienzo de la batalla del Ebro, la unidad fue enviada como refuerzo al nuevo teatro de operaciones. El 26 de julio llegó al sector de Prat de Comte, relevando a los restos de la destrozada 50.ª División. Las divisiones 84.ª y la 13.ª —mandada por Fernando Barrón— fueron concentradas en torno a Gandesa, para protegerla de los asaltos republicanos. Durante los siguientes días sostuvo encarnizados combates con la 11.ª División republicana, que se encontraba desplegada en la Sierra de Pàndols.
El 11 de agosto la 4.ª División de Navarra —mandada por Alonso Vega— y la 84.ª División de Galera lanzaron un ataque conjunto contra las posiciones republicanas de la Sierra de Pàndols, si bien sólo lograron conquistar algunas posiciones y fracasaron en su objetivo final. Posteriormente la unidad quedó integrada en el Cuerpo de Ejército del Maestrazgo, mandado por Rafael García Valiño. Entre septiembre y octubre la división emprendió numerosos ataques contra las posiciones republicanas, logrando pequeños avances. La noche del 1 al 2 de noviembre de 1938, en la última contraofensiva franquista, las fuerzas de la 84.ª División lograron finalmente conquistar la Sierra de Pàndols.
Tras los combates del Ebro la unidad siguió integrada el Cuerpo de Ejército del Maestrazgo. Durante las primeras jornadas de la campaña de Cataluña la 84.ª División rompió el frente del Segre, participando en el envolvimiento y la posterior conquista de Artesa de Segre.

### Final de la guerra
Tras el final de los combates en Cataluña la 84.ª División fue trasladada al frente del Centro. Seguía estando adscrita al Cuerpo de Ejército del Maestrazgo. En marzo de 1939 participó en la llamada Ofensiva de la «victoria», realizando una profunda penetración en el territorio republicano de la zona centro-sur. 
La división fue disuelta tras el final de la contienda.